# Titularbistum Cambysopolis
Alexandria Minor/Cambysopolis (ital.: Alessandretta/Cambisopoli) ist ein Titularbistum der römisch-katholischen Kirche. 
Es geht zurück auf einen untergegangenen antiken Bischofssitz in der heutigen Stadt İskenderun in der kleinasiatischen Landschaft Kilikien. Der Bischofssitz war der Kirchenprovinz Anazarbus zugeordnet.
| Titularbischöfe von Alexandria Minor/Cambysopolis |                                            | |                    |                  |
| Nr.                                               | Name                                       | Amt | von                | bis              |
| 1                                                 | Łukasz Krzysztof Wielewiejski              | | 11. September 1726 | 1743             |
| 2                                                 | Franz Dominikus Reichsgraf von Almesloe    | Weihbischof in Breslau (Königreich Preußen)                                                                                     | 28. Januar 1743    | 1. März 1760     |
| 3                                                 | Michał Ignacy Olędzki                      | Weihbischof in Kiew (Russisches Kaiserreich)                                                                                    | 24. Januar 1763    | 1803             |
| 4                                                 | Thomas Walsh                               | Apostolischer Koadjutorvikar, Apostolischer Vikar von Midland District Apostolischer Vikar von London District (Großbritannien) | 28. Januar 1825    | 18. Februar 1849 |
| 5                                                 | Ildefonse-René Dordillon                   | Apostolischer Vikar der Marquesas-Inseln (Französisch-Polynesien)                                                               | 7. Dezember 1855   | 11. Januar 1888  |
| 6                                                 | Wilhelmus Antonius Ferdinand Wulfingh CSsR | Apostolischer Vikar von Niederländisch-Guayana-Suriname (Niederländisch-Guayana)                                                | 6. Juni 1889       | 5. April 1906    |
| 7                                                 | Joseph Butt                                | Weihbischof in Westminster (Großbritannien)                                                                                     | 14. Januar 1911    | 23. April 1938   |
| 8                                                 | Mathurin-Pie Le Ruyet OFMCap               | emeritierter Bischof von Ajmer (Indien)                                                                                         | 4. Juli 1938       | 9. Juni 1961     |
| 9                                                 | Daniel Tavares Baeta Neves                 | emeritierter Bischof von Januária (Brasilien)                                                                                   | 1. Juni 1962       | 4. Juni 1964     |